# Mercato grigio
Il mercato grigio si riferisce al flusso di beni tramite canali di distribuzione diversi da quelli autorizzati o da quelli pensati dal produttore o fabbricante, esempio della pratica economica nota come arbitraggio.
Diversamente da quelli del mercato nero, i prodotti del mercato grigio non sono illegali; soltanto, vengono venduti al di fuori dei normali canali di distribuzione da società che possono non aver nessuna relazione con il produttore dei beni. Ciò avviene frequentemente quando il prezzo di un articolo in un paese è molto maggiore rispetto ad un altro paese. Questa situazione è tipica delle sigarette e di apparecchiature elettroniche come le macchine fotografiche; gli imprenditori compreranno il prodotto dove è più a buon mercato, spesso all'ingrosso ma talvolta anche al dettaglio, lo importeranno legalmente sul mercato finale e lo venderanno ad un prezzo tale da poterci guadagnare ma comunque inferiore al normale prezzo di mercato.
È invece da considerare mercato nero l'importazione di alcuni articoli limitati per legge, come le armi da fuoco o i farmaci acquistabili solo su ricetta medica, nonché l'ingresso clandestino di prodotti su un mercato per evitare i dazi sulle importazioni. Un concetto affine è quello del contrabbando, che di norma comporta la produzione o distribuzione di beni contraffatti, ma che descrive anche la pratica della distribuzione illegale di beni sottoposti a stretti vincoli, soprattutto gli alcolici.
Vista la natura dell'economia del mercato grigio, di norma è difficile o persino impossibile risalire alle vendite sul mercato grigio verificandone il numero preciso.

## Garanzia e beni
Di norma il produttore si rifiuterà di far fronte alla garanzia su un articolo acquistato da fonti del mercato grigio perché il prezzo maggiore del mercato non grigio comporta una qualità più elevata del servizio; questa situazione è tipica nel caso di beni elettronici. Ad uno stesso modello i produttori possono associare numeri di modello diversi a seconda del paese, anche se le funzioni dell'apparecchio sono identiche. Quando un produttore identifica un certo prodotto come non destinato ad un determinato paese, l'acquirente può usufruire della garanzia solo rivolgendosi ad una filiale del produttore che si trovi nel paese a cui quel prodotto era destinato per l'importazione, e non nel paese terzo dove alla fine i beni del mercato grigio sono stati venduti da distributori o dettaglianti. In mancanza di un rapporto contrattuale tra produttore e consumatore, ai beni del mercato grigio non si applica né la garanzia implicita di idoneità, né la garanzia implicita di commerciabilità.
Ovviamente, se il produttore vende ai dettaglianti, anche in questo caso non sussiste un rapporto contrattuale tra produttore e acquirente, tuttavia la garanzia viene applicata ad esempio negli Stati Uniti perché la normativa sulla garanzia è ambigua e dipende molto dalle norme locali.

## Posizioni nei confronti del mercato grigio
Le parti più interessate al mercato grigio di un bene sono solitamente gli agenti autorizzati o importatori (oppure i dettaglianti) del bene del mercato finale. Si tratta spesso della filiale nazionale del produttore o di una società collegata in possesso della licenza locale sul marchio del  produttore; per questo motivo una tattica molto diffusa per scoraggiare il mercato grigio è il far pienamente valere in sede giudiziaria le normative sul marchio per limitare la pubblicità del prodotto, nonché il non essere disposti ad accettare la garanzia e a trattare con distributori e dettaglianti (e con clienti e prodotti commerciali) che sono immischiati nel mercato grigio.
Possono entrare in gioco sia le leggi locali (o la domanda del cliente) relativa alla distribuzione e al confezionamento (ad esempio, le diciture in etichetta, le unità di misura e i valori nutrizionali degli alimenti), sia le certificazioni degli standard nazionali per alcuni beni.
Lo sviluppo dei codici regionali DVD e di equivalenti tecniche restrittive regionali per gli altri media sono esempi di caratteristiche tecnologiche volte a limitare il flusso di beni tra mercati nazionali, che ostacolano efficacemente il mercato grigio che, altrimenti, si svilupperebbe per quel determinato prodotto. Questo permette agi studi cinematografici ed ai creatori di contenuti di far pagare di più uno stesso prodotto in un mercato rispetto ad un altro.
Le associazioni dei consumatori sostengono che questa discriminazione nei confronti dei consumatori (un prezzo maggiore per uno stesso prodotto solo a causa del luogo dove vivono) sia ingiusta e contraria alla concorrenza. Inoltre, poiché è necessario che il governo legiferi per impedire ai cittadini di acquistare beni a prezzi inferiori da altri mercati, e poiché questo è chiaramente contrario agli interessi dei cittadini, molti governi di paesi democratici hanno scelto di non proteggere le tecnologie anticoncorrenziali come i codici regionali DVD.
Gli sforzi internazionali per promuovere il libero scambio, come la riduzione delle tariffe e l'armonizzazione delle norme nazionali, facilitano il mercato grigio dove i produttori cercano di mantenere le forti disparità di prezzo.
Quando i beni del mercato grigio vengono pubblicizzati su Google, eBay o su altri siti legali  , è possibile sottoscrivere una petizione per la rimozione della pubblicità che viola le norme sul marchio o sul copyright. Ciò può essere fatto direttamente, senza coinvolgere avvocati. eBay, ad esempio, rimuoverà le aste per tali prodotti anche in quei paesi dove il loro acquisto e uso non violano la legge.

## Casi particolari

### Mercato grigio dei vini
Prospera il mercato grigio dei vini, soprattutto nel caso dello champagne. Molti grandi produttori di champagne si occupano da sé dell'importazione e vogliono mantenere le differenze di prezzo nei diversi mercati; così una stessa bottiglia può costare 35 dollari negli Stati Uniti d'America ma 20 euro in Francia soltanto per motivi commerciali. È spesso conveniente acquistare vino in Europa, di solito da un distributore autorizzato, per rivenderlo negli USA. In caso di una grandissima disparità di prezzo, non è raro trovare sul mercato grigio un vino al dettaglio che costi meno che non all'ingrosso presso un distributore autorizzato. Nel caso di una disponibilità profondamente diversa tra Europa e USA, il prezzo sul mercato grigio può essere pari o superiore al prezzo autorizzato.
Di norma è l'importatore del vino il più preoccupato dalle fonti del mercato grigio. Il produttore può preoccuparsi o non preoccuparsi di ciò che avviene al vino dopo la vendita, anche se la persona potrebbe lagnarsi per soddisfare un importatore.

### Mercato grigio dei pianoforti usati
Riguarda tipicamente i pianoforti usati provenienti dall'Asia (soprattutto Giappone), che per motivi culturali sono molto sgraditi in quei paesi. Perciò, intraprendenti mediatori si occupano di portare questi strumenti in altri paesi per venderli. I fabbricanti ne scoraggiano l'acquisto sostenendo che sono di qualità inferiore perché hanno dovuto subire un trasporto molto lungo (a questo proposito la Yamaha parla di specificità del clima).

### Mercato grigio delle attrezzature fotografiche
Sebbene generalmente siano considerate legali nella maggior parte dei paesi, le importazioni parallele da paesi stranieri di attrezzature fotografiche sono molto allettanti per gli esperti di fotografia perché questi materiali sono spesso piuttosto costosi, soprattutto nei paesi che applicano pesanti tassazioni, come Singapore. Il mercato grigio di materiale fotografico è discretamente fiorente nei paesi altamente sviluppati e a forte tassazione, in cui i dettaglianti importano direttamente da paesi con tassazione minore per poi vendere a prezzi inferiori, facendo così concorrenza alle importazioni dei distributori locali autorizzati.
Gli apparecchi fotografici del mercato grigio sono spesso paragonabili a quelli delle importazioni autorizzate. Spesso l'unica differenza negli obiettivi o nei flash provenienti dalle importazioni parallele è soltanto la garanzia fornita e, siccome gli apparecchi del mercato grigio erano originariamente destinati ad un altro mercato, spesso i produttori offrono una garanzia locale e non una internazionale che invece permetterebbe di usufruire della garanzia del produttore sul prodotto del mercato grigio in tutto il mondo.
Ad ogni modo, vista la natura della garanzia locale, di solito gli importatori di apparecchi del mercato grigio ovviano alla pecca della garanzia locale con i propri sistemi di garanzia. Si tratta per lo più di garanzie più limitate nel tempo o nelle condizioni. Sono necessari obiettivi professionali come quelli della serie Canon EF per poter accedere al Canon Professional Service e di solito gli apparecchi del mercato grigio non sono ammessi.
Gli apparecchi del mercato grigio e quelli delle importazioni autorizzate non differiscono di molto: sono identici nell'aspetto e nel funzionamento, l'unica differenza sta nell'annullamento della garanzia del produttore per le prime.

### Mercato grigio delle trasmissioni
Nel settore televisivo e radiofonico il mercato grigio riguarda in primo luogo tv e radio satellitari. 
La forma più comune di questo fenomeno è la rivendita da parte delle società di attrezzature e servizi di un fornitore che non ha la licenza per operare nel mercato.
In Europa, i servizi televisivi satellitari sono anche protetti da codifica per questioni di diritti perché hanno il permesso di trasmettere solo film, eventi sportivi e programmi di intrattenimento statunitensi in uno o più determinati paesi; perciò solo gli abitanti del Regno Unito e della Repubblica d'Irlanda possono abbonarsi a Sky (British Sky Broadcasting). Tuttavia, negli altri paesi europei dove si trovano molti cittadini britannici, come la Spagna, Sky è ampiamente disponibile. Anche se Sky non tollera l'uso delle sue schede d'accesso tv al di fuori del Regno Unito e dell'Irlanda e dispone della tecnologia per renderle non valide, molti continuano ad usarle.
Nel Regno Unito alcuni pub hanno ottenuto delle schede d'accesso tv per ricevere la tv satellitare della Norvegia, che trasmette in diretta le partite di calcio inglesi che sono disponibili solo sul pay-per-view Sky, anche se han dovuto affrontare una causa legale da parte delle emittenti e dei detentori dei diritti.
Un rivenditore può anche offrire il prodotto autorizzato ad un prezzo inferiore usando la decriptazione pirata di segnali codificati, anche se, a differenza delle schede del mercato grigio usate al di fuori di un particolare paese, ciò può portare a dei procedimenti civili o penali se la pratica è contraria alle leggi locali.

## Nei titoli finanziari
Sul mercato dei titoli “mercato grigio” ha un significato diverso perché si riferisce alla compravendita di titoli che verranno emessi in futuro e che perciò non sono ancora in circolazione. Generalmente ciò avviene alcuni giorni prima di un'asta di titoli di stato o di titoli di credito a breve termine e la compravendita è vincolata all'emissione effettiva di quei titoli. Talvolta questo è interpretato come una previsione dei prezzi ("price discovery") di mercato delle emissioni future, al fine di ridurre l'eventualità di maledizione del vincitore e di underpricing.